# Nicette Bruno
Nicete Xavier Miessa (Niterói, Rio de Janeiro, 7 de gener del 1933 - Rio de Janeiro, 20 de desembre de 2020) fou una actriu brasilera. Estigué casada amb l'actor Paulo Goulart des del 1958 fins a la seva mort, el 2014.

## Actuacions destacades
- A Muralha (1968)
- Bebê a Bordo (1988)
- Rainha da Sucata (1990)
- Mulheres de Areia (1993)
- A Próxima Vítima (1995)
- Alma Gêmea (2005)
- Sete Pecados (2007)
- Ti Ti Ti (2010)
- A Vida da Gente (2011)[5]
- Salve Jorge (2012)